# Horpács
Horpács (szlovákul: Horpáč vagy Horpáčovce) község Nógrád vármegyében, a Rétsági járásban. Tagja a Sugárkankalin Turisztikai Egyesületnek, melynek célja a térség turizmusának fejlesztése, és természeti értékeinek bemutatása. A község a Palóc út egyik állomása is.

## Fekvése
Budapesttől északra 67 kilométerre, a 2-es főútról Borsosberénynél elkanyarodva (onnan körülbelül 3 kilométerre) érhető el, a 2202-es úton. Eljuthatunk a településre a 22-es főút felől is, ez esetben Tereske határvonalán kell letérni a 22 102-es útra, amelyen Pusztaberki központjának érintésével lehet megközelíteni Horpácsot. Lankás dombokkal közrefogott völgyben helyezkedik el, Balassagyarmattól mintegy 15 kilométerre délnyugatra.

## Története
A település neve elhelyezkedésére utalva horpadást jelent.
1473-ban a Szobi család birtokos a faluban, de 1480-ban birtokukat elcserélték az Almássyakkal. Későbbi nagyobb birtokosok a településen: Paska István, Veres Sámuel, Balogh Pál, Bodonyi Ferenc, Gáspár József, Gelle Ferenc, Somoskeöy József, Porubszky Ignácz, Kovács József, Géczy Dénes, Dedinszky család.
A 19. század végén és a 20. század elején a magyar nemzeti kultúra több jeles alakja került szoros kapcsolatba Horpáccsal.

## Közélete

### Polgármesterei
- 1990–1994: Repiczki Lászlóné (független)[4]
- 1994–1998: Repiczki Lászlóné (független)[5]
- 1998–2002: Molnár Zoltán (független)[6]
- 2002–2006: Molnár Zoltán Gábor (független)[7]
- 2006–2010: Molnár Zoltán Gábor (MSZP)[8]
- 2010–2014: Molnár Zoltán Gábor (MSZP)[9]
- 2014–2019: Molnár Zoltán Gábor (MSZP)[10]
- 2019–2024: Molnár Zoltán Gábor (MSZP)[11]
- 2024– : Molnár Zoltán (független)[1]

## Népesség
A település népességének változása:
| Lakosok száma | 172  | 177  | 166  | 149  | 154  | 157  | 154  |
|               | 2013 | 2014 | 2015 | 2021 | 2022 | 2023 | 2024 |

2001-ben a település lakosságának 100%-a magyar nemzetiségűnek vallotta magát.
A 2011-es népszámlálás során a lakosok 92,4%-a magyarnak, 0,6% németnek, 0,6% szlováknak mondta magát (7,6% nem nyilatkozott; a kettős identitások miatt a végösszeg nagyobb lehet 100%-nál). A vallási megoszlás a következő volt: római katolikus 63,1%, református 0,6%, felekezeten kívüli 17,2% (17,8% nem nyilatkozott).
2022-ben a lakosság 92,2%-a vallotta magát magyarnak, 4,5% németnek, 2,6% cigánynak, 0,6% ukránnak, 3,2% egyéb, nem hazai nemzetiségűnek (7,8% nem nyilatkozott; a kettős identitások miatt a végösszeg nagyobb lehet 100%-nál). Vallásuk szerint 51,3% volt római katolikus, 3,9% református, 0,6% görög katolikus, 0,6% ortodox, 0,6% egyéb keresztény, 0,6% egyéb katolikus, 10,4% felekezeten kívüli (31,8% nem válaszolt).

## Híres emberek

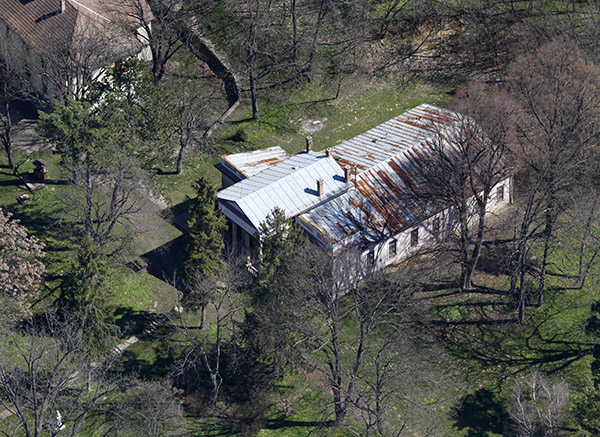
Horpács, Mikszáth-kúria légi felvételen

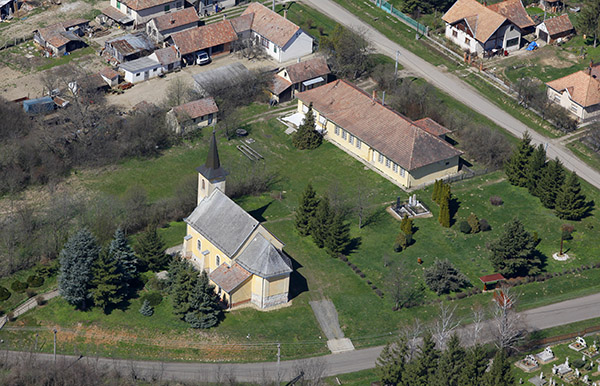
A horpácsi templom, légi fotó

- Szontágh Pál,  (1820-1904) a főrendiház tagja, belső titkos tanácsos 1850-től élt horpácsi birtokán, Madách Imrével való bensőséges barátsága nagy hatással volt Madáchra, aki több alkalommal megfordult barátja birtokán.
- A falu másik jeles lakója Nagy Iván (1824–1898) volt, a Magyar Tudományos Akadémia tagja, genealógus, történész, a Nógrád Megyei Múzeum alapítója. Legnevezetesebb munkája a 13 kötetes Magyarország családai czímerekkel és leszármazási táblákkal (írta 1857 és 1868 között). Az 1848-49-es szabadságharcot honvédként harcolta végig, ezért egy ideig bujdosnia kellett a szabadságharc leverése után. 1850-től gyakran megfordult Horpácson, itt is nősült meg 1855-ben. Ő is Szontágh Pál jó barátja volt. 1878-ban költözött le végleg Budapestről. 1888 és 1891 között a falu bírója volt.
- Szontágh Pál halála után birtokát az akkor már széles körben ünnepelt prózaíró, Mikszáth Kálmán (1847–1910 Budapest) vásárolta meg 1904-ben, mert élete végén haza kívánt térni szülőföldjére. A következő idézet tőle származik: „Sok földet bejártam, de mégis csak Nógrád tetszik legjobban: hegyeivel, völgyeivel, egyenesre nőtt fáival; itt úgy látom, a füvek zöldebbek, a virágok illata édesebb, mint bárhol másutt a világon. Még a felhő is mintha rózsaszínbe öltözne, amikor átsuhan fölöttünk… Ez az én igaz hazám”.
- Mikszáth Kálmán barátjaként Benczúr Gyula  festőművész is megfordult Horpácson, úgy tervezte, hogy ő is birtokot vesz a faluban, de elképzelése nem valósult meg.

## Nevezetességei

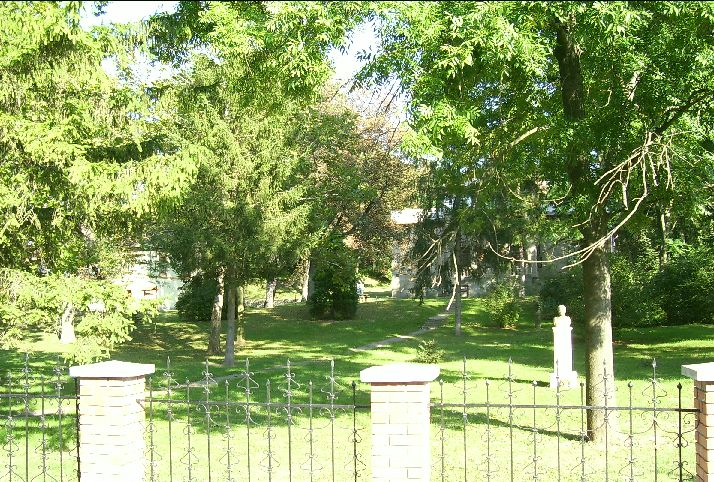
A kastélypark

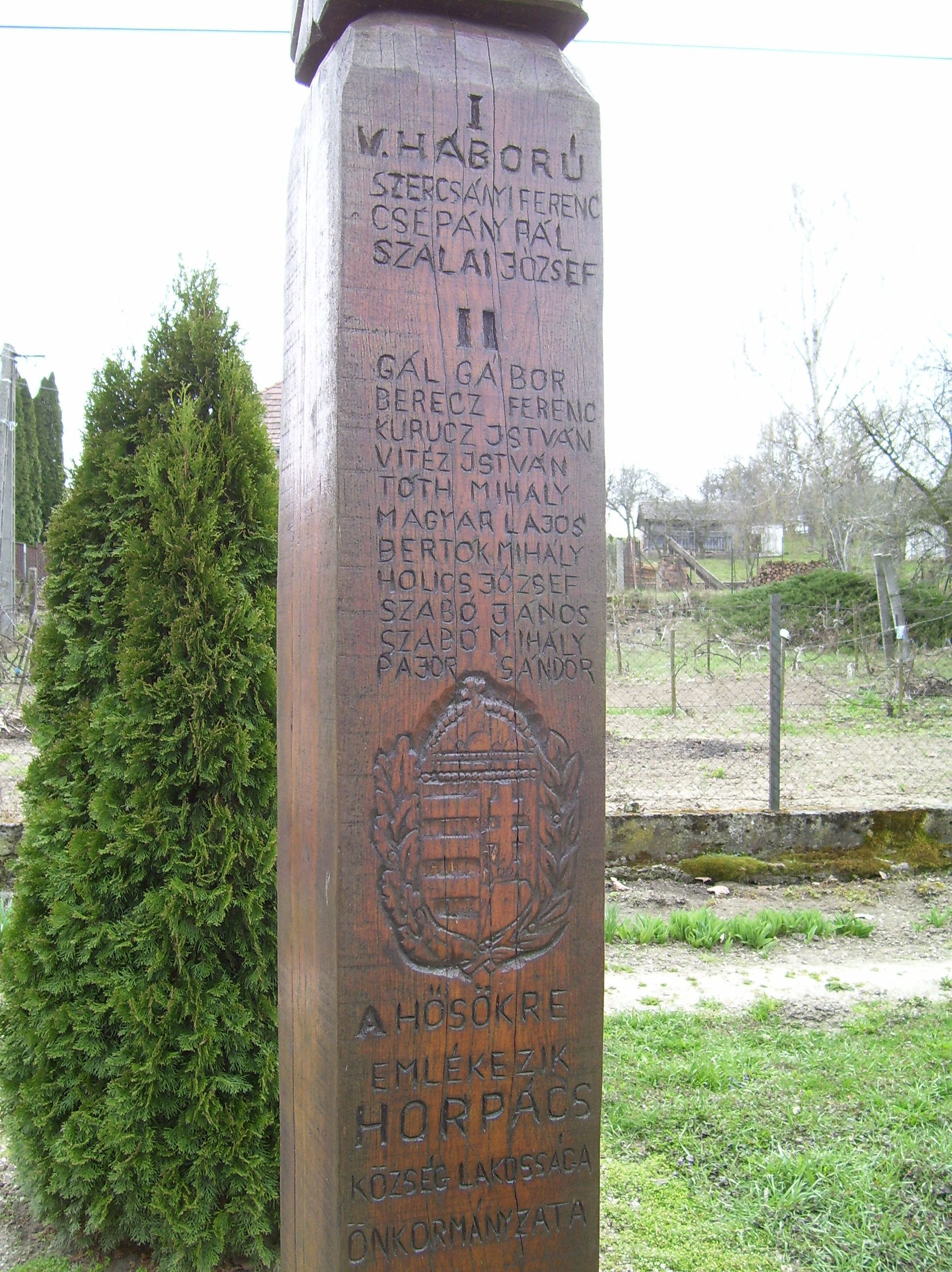
A falusi I. és II. világháborús katonai áldozatok emlékére a falu központjában állított kopjafa felirata

- A Kastélyparkban egymás mellett áll a Szontágh-kúria és az 1906-ban épített Mikszáth-kúria, amely napjainkban Mikszáth Kálmán Emlékháza.
- Római katolikus temploma 1740–1744 között épült.